# Kapsellaboratoriet

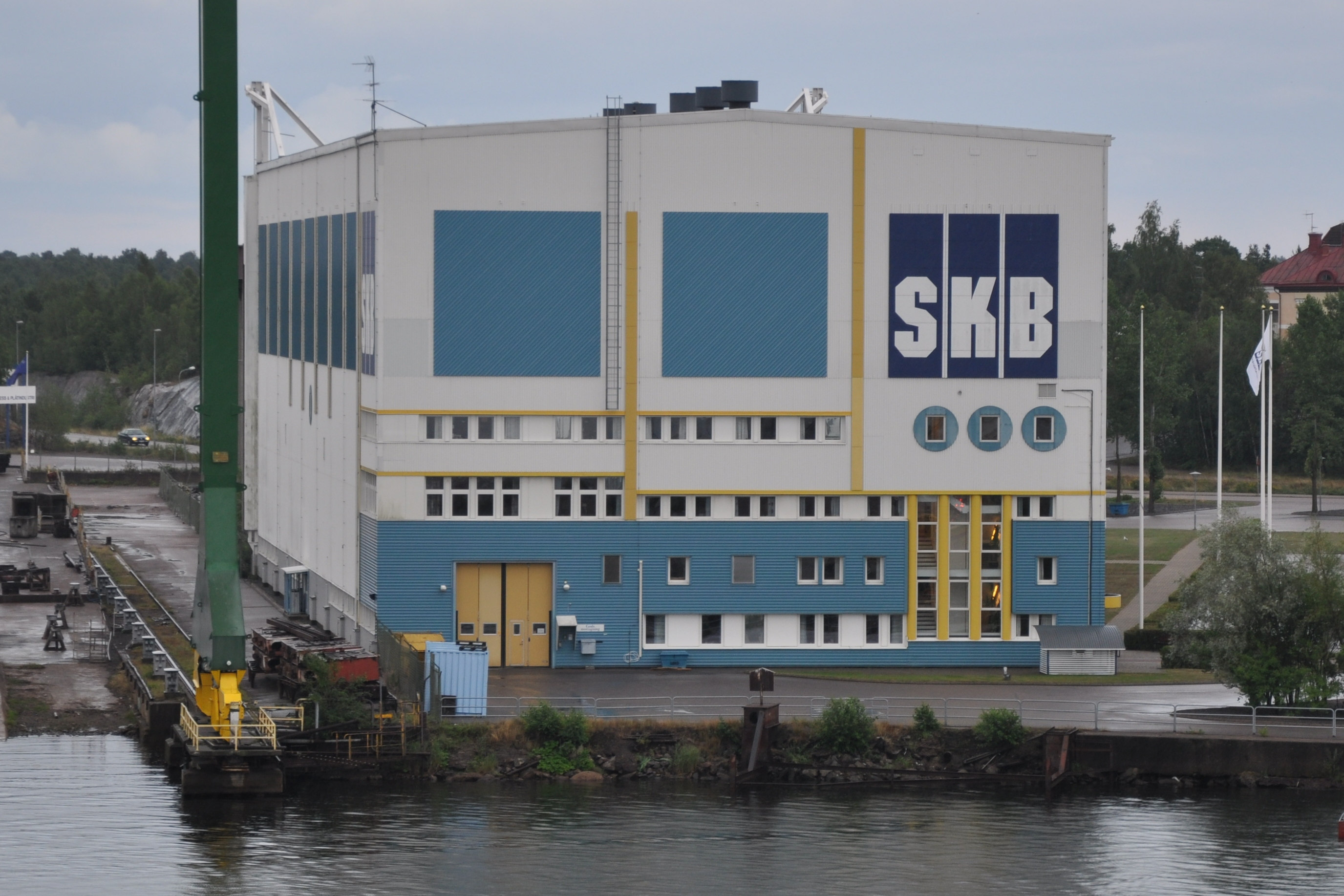
Kapsellaboratoriet i Oskarshamns hamn

Kapsellaboratoriet ligger i hamnområdet i Oskarshamn och byggdes under perioden 1996–1998. Det är en av Oskarshamns Varvs gamla svetshallar som har använts för fartygstillverkning som har byggts om för att passa till utveckling av förslutningsteknik för kopparkapslarna som ska användas för att slutförvara det använda kärnbränslet.

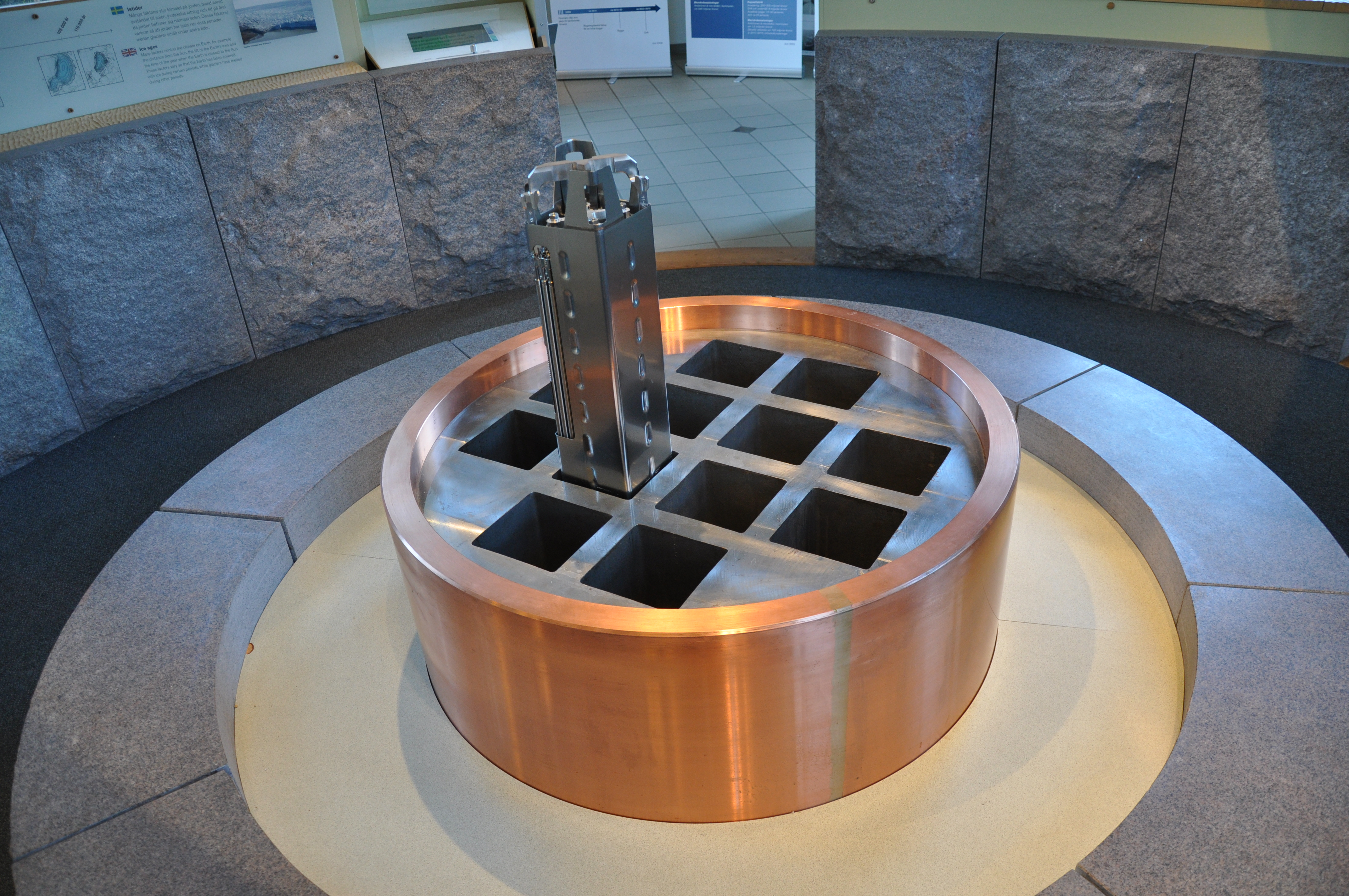
Bilden visar en kopparkapsel samt den typ av stålkassett som ska innehålla det använda kärnbränslet.

Man utvecklar också den oförstörande provning som ska användas för att undersöka kvaliteten på kapslarna. Tekniken man utvecklar för förslutningen kallas friktionsomrörningssvetsning och metoden man använder för hitta fel på kapseln är ultraljud.
På Kapsellaboratoriet sitter även den personal som jobbar med att utveckla tekniken för tillverkning av kapseldelarna.